# Nozo×Kimi
Nozo×Kimi (ノゾ×キミ Nozo×kimi?, Nozomi y Kimio) es un manga japonés escrito e ilustrado por Wakou Honna, serializado en la revista Shūkan Shōnen Sunday de la editorial Shōgakukan, y recopilado en 4 volúmenes editados entre el 28 de septiembre de 2012 y 18 de agosto de 2014.

## Argumento
La historia trata sobre un estudiante ordinario de secundaria llamado Suga Kimio, quien un día se queda escondido como último recurso en un casillero del vestidor de chicas. El casillero fue abierto ocasionalmente por su compañera de clase Komine Nozomi, quien curiosamente vive justo al frente de su apartamento. Es entonces que Nozomi usa esa debilidad sobre Kimio y crea una relación en secreto llamada "Mostrarse el uno al otro" para mostrar su vida privada de cada uno y volver a sentir el sentimiento que Nozomi sintió por primera vez cuando lo halló en el casillero.

## Personajes
Kimio Suga (須賀ミキオ Suga Kimio?)
Seiyū Yuusuke Kobayashi
Kimio es el protagonista masculino. Es un adolescente de secundaria que vive con su mamá en un departamento. Kimio odia la relación de abrir la cortina cada mañana a requerimiento de Nozomi y verse mutuamente.
Nozomi Komine (小嶺ノゾミ Komine Nozomi?)
Seiyū Suwa Ayaka
Nozomi es la protagonista femenina y la vecina del frente de Kimio. Hasta antes de conocer a Kimio ella no socializaba con la gente (aún no lo hace) es bastante manipuladora y carece de emociones, pero luego de ver aquella vez a Kimio en el casillero salen sus emociones lo cual le provoca un palpitar en el pecho, y para recordar aquel sentimiento es que crea esta relación con Kimio, una extraña dosis de adrenalina o fetiche de espiarse mutuamente.
Yuuki Makino  (牧野ユウキ Makino Yuuki?)
Seiyū Shizuka Ishigami
En el anime es la primera chica a quien ambos ayudan. Makino tiene un complejo con sus pechos grandes, odia y le causa vergüenza que los demás chicos de su clase se burlen de ella por tenerlos tan grandes, aunque en parte son halagos y es la chica más admirada por ello. Esto llama la atención de Nozomi y la invita a la azotea para que vea lo que hacen con Kimio, eso la lleva a pedir la ayuda de ambos para solucionar su problema.
Michiru Sonoda (園田ミチル Sonoda Michiru?)
Seiyū Maaya Uchida
Compañera de clases.
Mirei Watanuki (綿貫ミレイ Watanuki Mirei?)
Seiyū Yuu Serizawa
Murakami (村上?)
Seiyū Taishi Murata
Compañeros de clases de Kimio.
Tomita (富田?)
Seiyū Jun Fukushima
Compañeros de clases de Kimio.
Profesrora de Gimnasia (女性体育教師?)
Seiyū Tomo Muranaka
Si te gusto leerlo?

## Manga
- Volumen 1. ISBN 978-4-09-123830-6[1]
- Volumen 2. ISBN 978-4-09-124490-1[2]
- Volumen 3. ISBN 978-4-09-124672-1[3]
- Volumen 4. ISBN 978-4-09-125075-9[4]

## Anime
En 18 de agosto de 2014 con el lanzamiento del volumen 4, se publicó una adaptación al anime de Nozo x Kimi con formato de OVA. Y también salió una segunda OVA en octubre de 2014. Una tercera OVA se ha anunciado para febrero de 2015.

### Lista de episodios
| # | Título                                                     | Fecha de estreno original |
| --- | ---------------------------------------------------------- | ------------------------- |
| 1♥ | «La chica pechugona» «Tawawa na Kanojo» (タワワなカノジョ) | 18 de agosto de 2014      |
| Kimio y Nozomi ayudan a Makino con su complejo de pechos grandes que la hace pasar vergüenza.                    |                                                            |                           |
| 2♥ | «El Fantasma de la habitación»                             | octubre de 2014           |
| Kimio y Nozomi ayudan a Resolver el misterio de un fantasma que aparece en los alrededores de la piscina Escolar |                                                            |                           |
| 3 | «Nuestros Latidos»                                         | Febrero de 2015           |
| OVA #3 |                                                            |                           |